# NGC 2338
NGC 2338 est un amas ouvert,, situé dans la constellation de la Licorne. Il a été découvert par l'astronome britannique John Herschel en 1828.